# Peter Romsauer
Peter Romsauer (Párkány, 1947. június 15. –) nyitrai régészprofesszor.

## Élete
Már Titus Kolník 1956-1957-es párkányi ásatásai felkeltették érdeklődését a régészet iránt. Az érettségi után, 1965-1966-ban a Pavúk házaspár párkányi ásatásán vett részt, mely során neolitikum kori telepet tártak fel. A pozsonyi Comenius Egyetem régészet szakán végzett, majd 1971-ben a nyitrai Régészeti Intézet munkatársa lett. 1981-ben védte meg disszertációját és kandidátusi fokozatot, Pozsonyban pedig kisdoktori fokozatot szerzett. Ekkoriban elsősorban a bronzkor és hallstatt korral foglalkozott.
Előbb 1992-1993-ban a Pedagógiai Főiskolán oktatott, majd 1994-től a nyitrai Konstantin Filozófus Egyetem történelem tanszékén, majd 1996-tól az önállósult régészeti tanszéken. 1996-ban habilitált és a régészeti tanszék vezetője lett. 2003-tól az UKF professzora.
Ásatott többek között Bucsányban, Ebeden, Hetényben, Kisgeszten, Köbölkúton, Nemesváralján és Szereden.

## Elismerései
- SzTA Régészeti Intézetének bronz plakettje[2]

## Művei
- 1975 Výsledky prieskumu v Obide. AVANS 1974, 77-78. (tsz. Juraj Pavúk)
- 1978 Výsledky záchranného výskumu v Chotíne. AVANS 1977, 207-209.
- 1980 Druhý rok výskumu v Chotíne. AVANS 1978, 234-238.
- 1980 Záverečná etapa výskumu v Chotíne. AVANS 1979, 183-185.
- 1980 Výskum v Bučanoch v roku 1979. AVANS 1979, 56-60. (tsz. Jozef Bujna)
- 1981 Tretia sezóna výskumu v Bučanoch. AVANS 1980, 55-57. (tsz. J. Bujna)
- 1982 Záverečná výskumná sezóna v Bučanoch. AVANS 1981, 59-64. (tsz. J. Bujna)
- 1982 Jungbronzezeitliche befestigte Siedlungen in der Slowakei. In: Beiträge zum bronzezeitlichen Burgenbau im Mitteleuropa. Berlin–Nitra, 159-179. (tsz. L. Veliačik, V. Furmánek)
- 1983 Späthallstatt- und frühlatenezeitliches Gräberfeld in Bučany. Slovenská archeológia 31/2, 277-324. (tsz. J. Bujna)
- 1984 Halštatské sídlisko v Hostiach. Slov. Arch. 32, 431-452. (tsz. J. Bujna)
- 1986 Zur hallstattzeitlichen Besiedlung der Südwest-Slowakei. Mitteilungen Arch. Institut 3. Hallstatt Kolloquium Veszprém 1984. Budapest, 173-180
- 1986 Siedlung und Kreisanlage der Lengyel-Kultur in Bučany. Internationales Symposium über die Lengyel-Kultur. Nitra–Wien, 27-35. (tsz. J. Bujna)
- 1987 Entwicklung und Beziehung der Besiedlung der Lausitzer und mitteldonauländischen Urnenfelder in der Westslowakei. In: Die Urnenfelderkulturen Mitteleuropas. Praha, 295-304. (tsz. Ladislav Veliačik)
- 1990 Záchranná akcia v Seredi. AVANS 1988, 46-47. (tsz. J. Bujna)
- 1991 The earliest wheel-turned pottery in the Carpathian Basin. Antiquity 65, No. 247. Cambridge, 358-367.
- 1992 Interconnections between the Middle and Southeastern Europe in the 2nd – 1st Millennium B. C. Urnfield and Hallstatt Periods. In: VI Symposium Internazionale di Tracologia, Firenze 11-13 maggio 1989. Roma, 156-165.
- 1993 Nové nálezy vekerzugskej skupiny v Nitre. Slovenská archeológia 41/1, 5-39.
- 1994 Vývoj a vzťah osídlenia lužických a stredodunajských popolnicových polí na západnom Slovensku. Katalóg (tsz. Ladislav Veliačik)
- 1995 Zu den vorgeschichtlichen Höhlensiedlungen im nordkarpatischen Raum und ihren kultischen Benutzung in der Urnenfelderzeit. Pravěk NŘ 5, Brno, 127-146.
- 1998 Výsledky výskumu hradiska lužickej kultúry v Zemianskom Podhradí. Predbežná správa. Slovenská archeológia 46/2, 224-251. (tsz. L. Veliačik)
- 1999 Katedra archeológie v Nitre
- 2003 K niektorým problémom neskorej doby halštatskej v severovýchodoalpskej oblasti. Acta Nitriensia 5. Zborník FF UKF v Nitre. Nitra, 305-323.
- 2003 Pyraunoi (Pyraunoi) – prenosné piecky a podstavce z doby bronzovej a doby železnej. Nitra
- 2013 Výsledky prieskumu na hradisku na Veľkom Lysci a v jeho zázemí. Študijné zvesti. (tsz. Zuzana Borzová – Peter Bisták)
- 2019 Chotín VII – Sídlisko z doby halštatskej, rímskej a stredoveku. Nitra (tsz. Janka Hečková – Dominik Repka)